# Pleuropasta
Pleuropasta là một chi bọ cánh cứng trong họ Meloidae.
Chi này được miêu tả khoa học năm 1909 bởi Wellman.

## Các loài
Các loài trong chi này gồm:
- Pleuropasta mirabilis (Horn, 1870)
- Pleuropasta reticulata Van Dyke, 1947